# Liste der Biografien/Hilg
Liste der Biografien |
Portal Biografien |
Personensuche
# |
A |
B |
C |
D |
E |
F |
G |
H |
I |
J |
K |
L |
M |
N |
O |
P |
Q |
R |
S |
T |
U |
V |
W |
X |
Y |
Z |
?
 
Ha |
Hd |
He |
Hi |
Hj |
Hk |
Hl |
Hm |
Hn |
Ho |
Hr |
Hs |
Ht |
Hu |
Hv |
Hw |
Hy
 
Hia |
Hib |
Hic |
Hid |
Hie |
Hif |
Hig |
Hih |
Hii |
Hij |
Hik |
Hil |
Him |
Hin |
Hio |
Hip |
Hir |
His |
Hit |
Hiv |
Hiw |
Hix |
Hiy |
Hiz
 
Hila |
Hilb |
Hilc |
Hild |
Hile |
Hilf |
Hilg |
Hilh |
Hili |
Hilj |
Hilk |
Hill |
Hilm |
Hilp |
Hils |
Hilt |
Hilu |
Hilv |
Hilz
Die Liste der Biografien führt alle Personen auf, die in der deutschsprachigen Wikipedia einen Artikel haben. Dieses ist eine Teilliste mit 103 Einträgen von Personen, deren Namen mit den Buchstaben „Hilg“ beginnt.

## Hilg

### Hilga
- Hilgard, Eduard (1884–1982), deutscher Versicherungsmanager
- Hilgard, Ernest (1904–2001), amerikanischer Psychologe und Hypnoseforscher
- Hilgard, Eugene Woldemar (1833–1916), deutscher Bodenkundler, Geologe und Agrarwissenschaftler
- Hilgard, Friedrich (1810–1874), bayerischer Revolutionär und US-amerikanischer Vizekonsul
- Hilgard, Hanns (1912–1984), deutscher Diplomat
- Hilgard, Julius (1825–1891), US-amerikanischer Ingenieur
- Hilgard, Karl Emil (1858–1938), Schweizer und US-amerikanischer Wasserbauingenieur
- Hilgard, Theodor (1790–1873), deutscher Rechtswissenschaftler
- Hilgarth, Josef (1898–1975), österreichischer Politiker (ÖVP), Landtagsabgeordneter, Landesrat in Niederösterreich
- Hilgarth, Leopold (1895–1945), österreichischer Widerstandskämpfer

### Hilge
- Hilgemann, Ewerdt (* 1938), deutsch-niederländischer Künstler
- Hilgemann, Frauke (* 1965), deutsche Ministerialbeamtin
- Hilgemann, Klaus (1945–2022), deutscher Bibliothekar
- Hilgemann, Werner (1921–2004), deutscher Lehrer, Kartograf und Sachbuchautor
- Hilgen, Bertram (* 1954), deutscher Jurist und Politiker (SPD)Bertram Hilgen (* 1954)

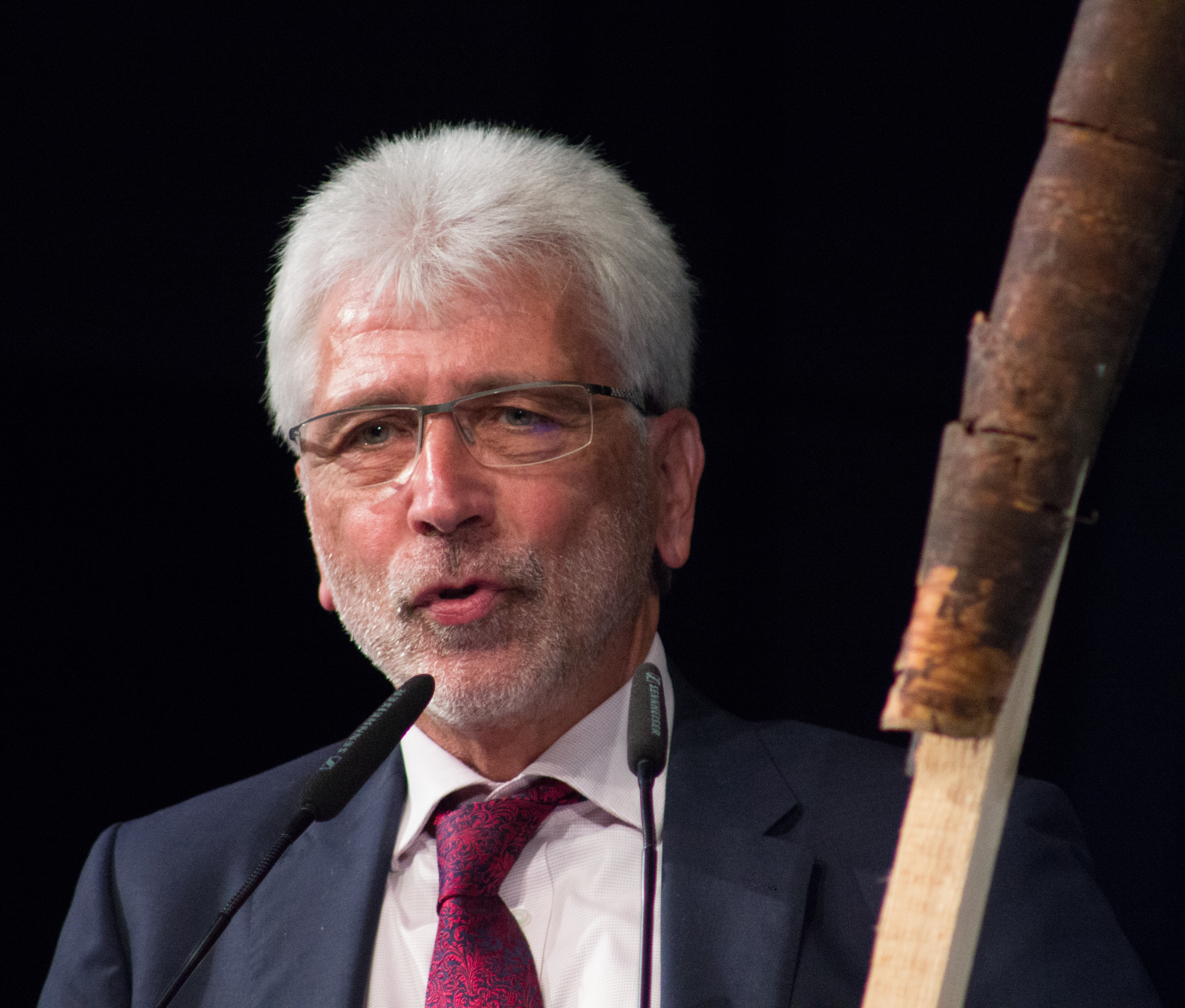
Bertram Hilgen (* 1954)

- Hilgenberg, Fritz (1924–2010), deutscher Kinderkardiologe und Hochschullehrer
- Hilgenberg, Hermann Max (1876–1962), deutscher Bergrat
- Hilgenberg, Jay (* 1959), US-amerikanischer American-Football-Spieler
- Hilgenberg, Joel (* 1962), US-amerikanischer American-Football-Spieler
- Hilgenberg, Ott Christoph (1896–1976), deutscher Ingenieur und Geowissenschaftler
- Hilgenberg, Perpetua (* 1942), österreichische römisch-katholische Benediktinerin, emeritierte Äbtissin der Abtei Nonnberg
- Hilgenberg, Wally (1942–2008), US-amerikanischer American-Football-Spieler
- Hilgenbrink, Tad (* 1981), amerikanischer Schauspieler
- Hilgendorf, Eric (* 1960), deutscher Rechtswissenschaftler (Straf- und Strafprozessrecht)
- Hilgendorf, Franz (1839–1904), deutscher Zoologe und Konservator
- Hilgendorf, Robert (1852–1937), deutscher Seefahrer und Segelschiffkapitän
- Hilgendorff, Franz (* 1852), sächsischer Generalleutnant
- Hilgendorff, Robert (1856–1912), deutscher Rittergutsbesitzer und Politiker, MdR
- Hilgenfeld, Adolf (1823–1907), deutscher protestantischer Theologe
- Hilgenfeld, Inken (* 1974), deutsche Konzeptkünstlerin
- Hilgenfeld, Rolf (1954–2025), deutscher Biochemiker
- Hilgenfeldt, Erich (1897–1945), deutscher Politiker (NSDAP), MdRErich Hilgenfeldt (1897–1945)

Erich Hilgenfeldt (1897–1945)

- Hilgenreiner, Heinrich (1870–1953), deutsch-böhmischer Chirurg und Orthopäde
- Hilgenreiner, Karl (1867–1948), katholischer Moraltheologe und Politiker
- Hilgenstock, Fritz (1898–1961), deutscher Architekt und Funktionär der Studentenpolitik
- Hilgenstock, Karl (1866–1937), deutscher Bergbaudirektor und Kommunalpolitiker
- Hilgenstöhler, Axel (* 1975), deutscher Musikproduzent und GitarristAxel Hilgenstöhler (* 1975)

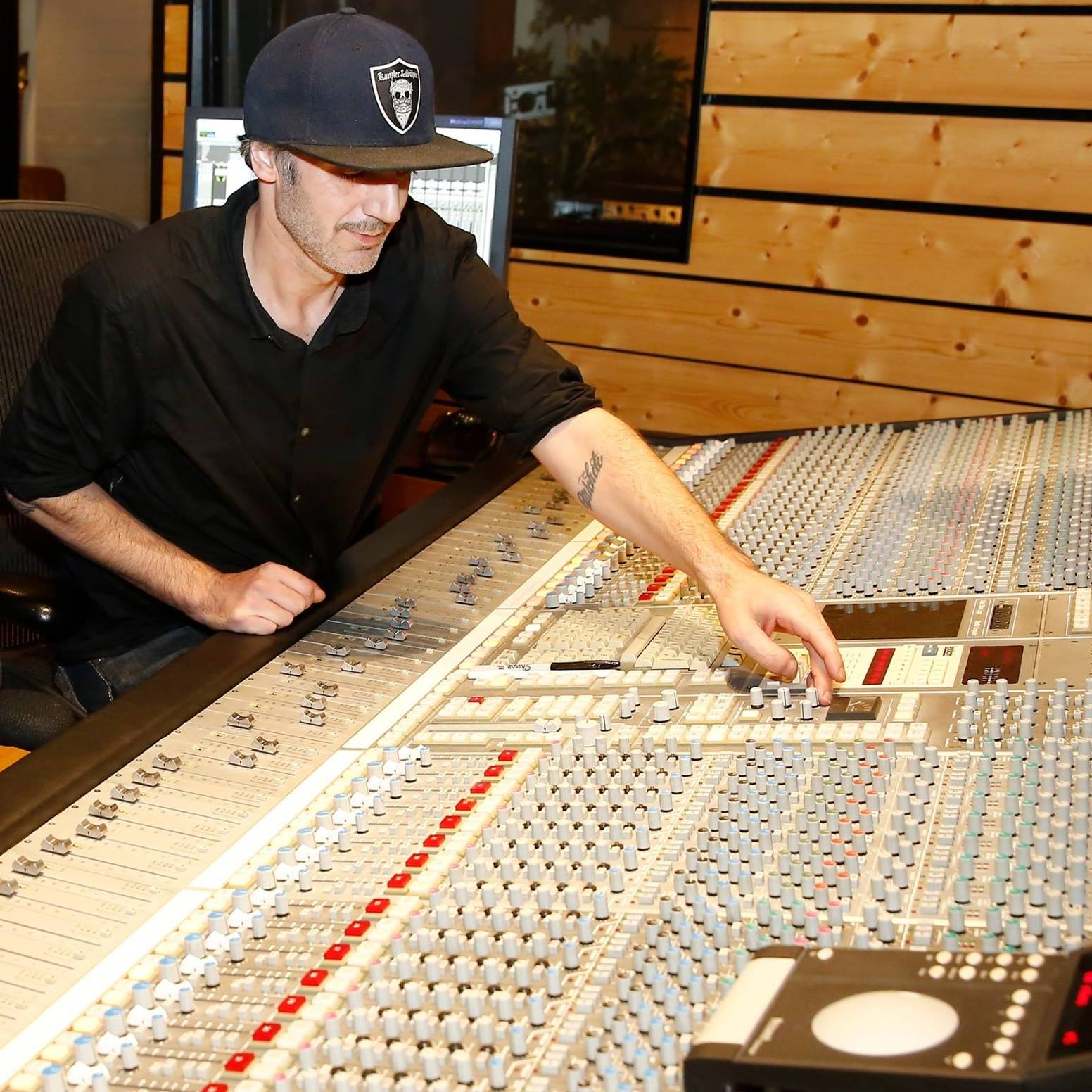
Axel Hilgenstöhler (* 1975)

- Hilger de Burgis († 1452), Weihbischof in Köln und Lüttich
- Hilger Quattermart von der Stesse († 1398), Kölner Bürgermeister und Diplomat
- Hilger, Albert (1839–1905), deutscher Pharmakologe und Chemiker
- Hilger, Andreas (1967–2024), deutscher Historiker
- Hilger, Bernd, deutscher Skeletonsportler
- Hilger, Christoph (* 1961), deutscher Schauspiellehrer
- Hilger, Dietrich (1926–1980), deutscher Sozialhistoriker
- Hilger, Eduard (1900–1974), deutscher Unternehmer
- Hilger, Ernst (1920–2010), österreichischer Fernsehjournalist
- Hilger, Ernst (1950–2025), österreichischer Galerist
- Hilger, Ewald (1859–1934), deutscher Bergbau-Ingenieur und Manager in der Montanindustrie
- Hilger, Fritz (1906–1973), deutscher Kommunist
- Hilger, Georg (1939–2023), deutscher römisch-katholischer Theologe und Hochschullehrer
- Hilger, Gustav (1886–1965), deutscher Diplomat
- Hilger, Gustav (1904–1991), deutscher Kommunalpolitiker
- Hilger, Hans Peter (1927–1995), deutscher Kunsthistoriker und Denkmalpfleger
- Hilger, Lina (1874–1942), deutsche Pädagogin
- Hilger, Marie-Elisabeth (* 1935), deutsche Historikerin
- Hilger, Marie-Luise (1912–1996), deutsche Juristin, Hochschullehrerin, Vorsitzende Richterin am Bundesarbeitsgericht
- Hilger, Matthew, US-amerikanischer Pokerspieler und Autor
- Hilger, Peter (* 1953), deutscher römisch-katholischer Priester, Richter im Bischöflichen Offizialat Mainz
- Hilger, Raimund (* 1965), deutscher Eishockeyspieler
- Hilger, Romain (* 1956), luxemburgischer Radrennfahrer
- Hilger, Sebastian (* 1984), deutscher Regisseur
- Hilger, Susanne (* 1965), deutsche Historikerin
- Hilger, Wolfgang (1929–2020), deutscher Chemiker und ehemaliger Unternehmensmanager
- Hilger-Solbach, Andrea (* 1957), deutsche Judoka
- Hilgerdenaar, Gottfried (1925–2015), deutscher Seemann und Fotograf
- Hilgerloh, Jens Erik (* 1963), deutscher Unternehmer
- Hilgermann, Laura (1869–1945), österreichisch-ungarische Opernsängerin (Sopran/Alt) und Gesangspädagogin
- Hilgers, Andrea (1962–2019), deutsche Politikerin (SPD), MdHB
- Hilgers, Arnold (1947–2021), deutscher Mediziner und Sachbuchautor
- Hilgers, Bernhard Josef (1803–1874), deutscher Theologe
- Hilgers, Carl (1818–1890), deutscher Maler
- Hilgers, Fritz (1921–2014), deutscher Architekt, Hochschullehrer und Denkmalpfleger
- Hilgers, Georg (1879–1944), deutscher Maler und Radierer der Düsseldorfer Schule
- Hilgers, Heinz (* 1948), deutscher Politiker (SPD), MdL
- Hilgers, Heinz Ingo (1926–2004), deutscher Schauspieler, Winnetou-DarstellerHeinz Ingo Hilgers (1926–2004)

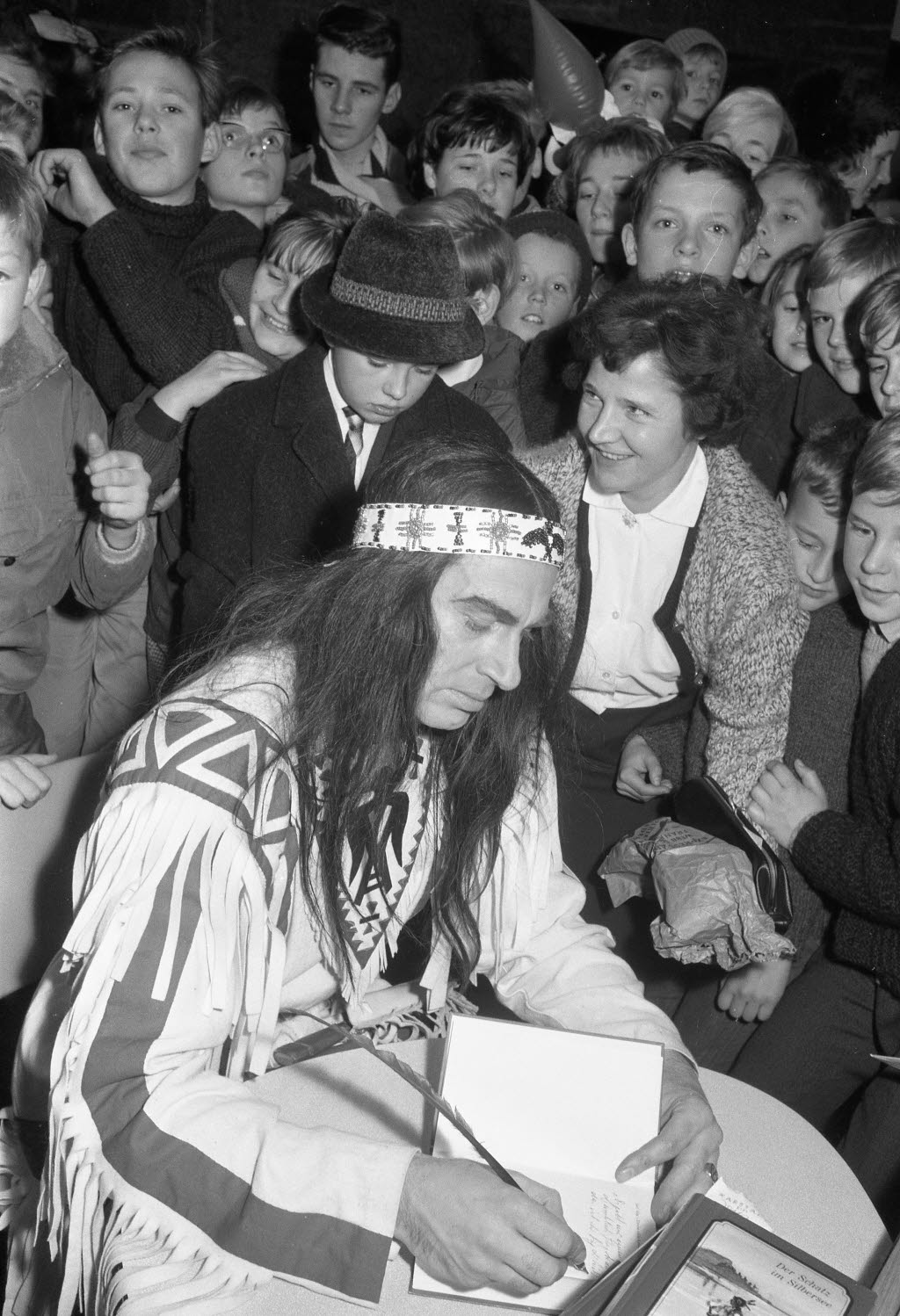
Heinz Ingo Hilgers (1926–2004)

- Hilgers, Heribert A. (1935–2012), deutscher Wissenschaftler
- Hilgers, Jakob von (1810–1877), deutscher Verwaltungsjurist, Landrat und Reichstagsabgeordneter
- Hilgers, Johan (1886–1945), niederländischer Flugpionier
- Hilgers, Josef (1858–1918), deutscher Theologe, theologischer Schriftsteller und Jesuit
- Hilgers, Josef (1889–1960), deutscher Generalleutnant der Luftwaffe der Wehrmacht während des Zweiten Weltkriegs
- Hilgers, Josef (1910–1955), deutscher Politiker (CDU), MdL
- Hilgers, Karl (1844–1925), deutscher Bildhauer
- Hilgers, Mees (* 2001), niederländischer Fußballspieler
- Hilgers, Michael (* 1966), deutscher Hockeyspieler
- Hilgers, Michael (* 1971), deutscher Physiker und Sachbuchautor
- Hilgers, Philipp von (1785–1852), preußischer Politiker und Landrat
- Hilgers, Philipp von der Jüngere (1816–1891), preußischer Verwaltungsbeamter
- Hilgers, Richard von (1829–1904), preußischer General der Infanterie und Numismatiker
- Hilgers, Walter (* 1959), deutscher Dirigent und Tubist
- Hilgers, Werner (* 1939), deutscher Althistoriker und Museumsmitarbeiter
- Hilgers, Wilhelm (1882–1962), deutscher Mediziner
- Hilgers-Hesse, Irene (1905–2004), deutsche Ethnologin und Malaiologin
- Hilgert, Carl (1866–1940), deutscher Ornithologe und Forschungsreisender
- Hilgert, Hansjürgen (1940–2010), deutscher Filmproduzent, Drehbuchautor und Regisseur
- Hilgert, Heinz (* 1953), deutscher Bankmanager
- Hilgert, Jacó Roberto (1926–2020), brasilianischer Geistlicher, römisch-katholischer Bischof von Cruz Alta
- Hilgert, Luboš (* 1960), tschechischer Kanute
- Hilgert, Markus (* 1969), deutscher AltorientalistMarkus Hilgert (* 1969)

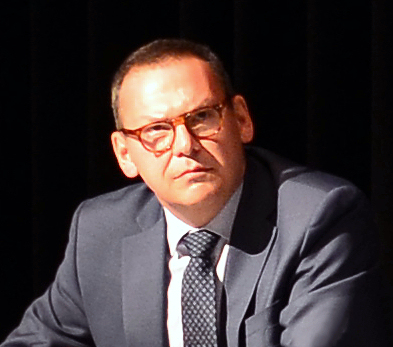
Markus Hilgert (* 1969)

- Hilgert, Romain (* 1954), luxemburgischer Journalist und Autor
- Hilgert, Wilfried (1933–2016), deutscher Unternehmer und Schachmäzen
- Hilgertová, Štěpánka (* 1968), tschechische Kanutin

### Hilgh
- Hilghemann, Johann († 1430), Bürgermeister von Greifswald
- Hilghemann, Nikolaus († 1420), Bürgermeister von Greifswald